# Edwy Plenel
Hervé Edwy Plenel (31 de agosto de 1952) es un periodista político francés d'extrema izquierda.

## Biografía
Plenel pasó su infancia en la Martinica y su juventud en Argelia.
De vuelta a Francia en 1970, abandona sus estudios universitarios en Instituto de Estudios Políticos de París para dedicarse a la militancia política en las filas de la Liga Comunista Revolucionaria (LCR), una organización trotskista. 
Su carrera profesional comienza en el periódico Rouge en 1976 y se prosigue, tras su servicio militar, en Le Matin de Paris. En 1980, Plenel es contratado por el diario Le Monde, en el que trabajará durante veinticinco años: primero encargado de temas de educación (1980-1982), seguirá luego las cuestiones de policía y de seguridad (1982-1990), pasando a ser gran reportero (1991) antes de dirigir el servicio  de informaciones generales (1992-1994). 
En 1994 se hace el principal animador de la redacción de Le Monde, que dirigirá entre 1996 y 2004. En desacuerdo con otros dirigentes del diario sobre los riesgos de una pérdida de su independencia, dimite en noviembre de 2004, antes de dejar definitivamente Le Monde el 31 de octubre de 2005.
Dos años más tarde, en 2007, anuncia el lanzamiento de Mediapart, periódico totalmente digital, participativo e independiente, que ve la luz el 16 de marzo de 2008 y del que Plenel es director de publicación. Sin publicidad, financiado solo por las suscripciones de sus lectores y reputado por sus investigaciones independientes, Mediapart es un éxito editorial y económico, habiendo sobrepasado a los 100 000 abonados en 2014.